# К2
К2 или Чогори, или Годуин Остин е вторият по височина връх на Земята (след Еверест). Надморската му височина е 8611 m. Намира се в планината Каракорум, на границата между Пакистан и Китай.
Върхът е открит през 1856 от европейска изследователска експедиция, ръководена от Хенри Годуин-Остин. Името „К2“ е дадено от члена на експедицията Томас Монтгомъри, тъй като върхът е бил вторият, забелязан в Каракорум. Останалите, открити от експедицията върхове, са получили имена K1, K3, K4 и K5, които впоследствеие са заменени съответно с имената Машербрум, Броуд пик, Гашербрум II и Гашербрум I. Въпреки че К2 също е имал местни имена, най-разпространено и използвано е останало „К2“.

## Първо изкачване
Първото изкачване на К2 е осъществено на 31 юли 1954 от италианската алпийска свръзка Лино Лачедели и Акиле Компаньони, които са в състава на италианска експедиция с ръководител Ардито Дезио. Първата жена, изкачила К2, е полякинята Ванда Руткевич (1986).
Първото изкачване без допълнителен кислород е на Луис Ф. Райнхард на 6 септември 1978 г.
К2 е известен с това, че е единственият връх с височина над 8000 метра, към който няма технически лесен маршрут и е значително по-труден за изкачване от първенеца на планетата Еверест.
На 1 август 2008 година се случва една от най-трагичните злополуки, свързани с изкачването на върха – огромно парче лед се откъсва по време на лавина и къса въжетата по маршрута. Трима алпинисти са спасени, но 11 други от най-различни националности загиват. Последният спасен от оцелелите е италианският алпинист Марко Конфортола, който на 6 август е откаран с хеликоптер в местната военна болница. Историята покрай тези трагични събития е проследена в книгата „Погребани в небесата: Удивителната история на хималайските шерпи в най-страшния ден от изкачването на К2“.

## Първо зимно изкачване
Осъществено е на 16 януари 2021 г. по реброто Абруци от 10 непалци, участници в три различни експедиции:
Мингма Джи (Гялдже) Шерпа (Mingma G. (Gyalje) Sherpa), Мингма Гябу (Давид) Шерпа (Mingma Gyabu Sherpa a.k.a David), Мингма Тензи Шерпа (Mingma Tenzi Sherpa), Соана Шерпа (Sona Sherpa), Нирмал Пурджа (Nirmal Purja), Гелдже Шерпа (Gelje Sherpa), Пем Чири Шерпа (Pem Chhiri Sherpa), Дауа Темба Шерпа (Dawa Temba Sherpa), Кили Пемба Шерпа (Kili (Kilu) Pemba Sherpa), Дауа Тенджинг Шерпа (Dawa Tenjing Sherpa).

## Български изкачвания
На 31 юли 2014 г. в 9 часа сутринта местно време българинът Боян Петров изкачва успешно върха и така става първият българин, изкачил К2. Прави го без използване на допълнителен кислород и без помощта на шерпи.
Второто българско изкачване е на Стефан Стефанов на 25 юли 2019 г., използващ допълнителен кислород и помощ от шерпи в рамките на комерсиална експедиция.
На 28 юли 2023 година Силвия Аздреева изкачва успешно върха с помощта на кислород и водачи и става първата българка, стъпила на него.
| Дата        | Алпинист        | Бележки                     |
| ----------- | --------------- | --------------------------- |
| 31 юли 2014 | Боян Петров     | 9 часа сутринта             |
| 25 юли 2019 | Стефан Стефанов | с кислород и помощ от шерпи |
| 28 юли 2023 | Силвия Аздреева | с кислород и водачи         |

По склоновете на К2 загиват двама българи – Петър Унджиев (18 юли 2010) и Атанас Скатов (5 февруари 2021).